# Hatfield (Pennsylvanie)
Pour les articles homonymes, voir Hatfield.
Hatfield est un borough situé au nord de la partie centrale du comté de Montgomery, en Pennsylvanie, aux États-Unis,. En 2010, il comptait une population de 3 290 habitants, estimée au 1er juillet 2020 à 3 625 habitants. Le borough est incorporé le 27 juin 1898.

## Démographie
Lors du recensement de 2010, le borough comptait une population de 3 290 habitants. Elle est estimée, en 2020, à 3 625 habitants.

### Source de la traduction
- (en) Cet article est partiellement ou en totalité issu de l’article de Wikipédia en anglais intitulé « Hatfield, Pennsylvania » (voir la liste des auteurs).